# Anette Hoff
Anette Hoff, född 16 maj 1961, är en norsk skådespelare. Hon är bland annat känd för rollen som Juni Anker-Hansen i den norska långkörarsåpan Hotel Cæsar.

## Filmografi (urval)
- 1995 – Farliga vatten
- 1996 – Hamsun
- 1998 – Hotel Cæsar (TV-serie)
- 2002 – Jag är Dina
- 2019 – Home for Christmas (TV-serie)